# 斉藤紳士
斉藤 紳士（さいとう しんし、本名：斉藤 浩平（さいとう こうへい）、1978年12月23日 - ）は、日本のお笑い芸人（ピン芸人）。
大阪府大阪市出身。2025年3月31日まで吉本興業大阪本部に所属していた。

## 来歴・人物
- 血液型A型。
- 大阪NSC21期生。
- 2007年7月初舞台。
- 2010年4月期にbaseよしもとプチbメンバー、2011年1月期にワラbメンバーに昇格。5upよしもとの1stメンバー。現在は漫才劇場所属のためのオーディションライブ｢UPTOYOU!｣に出演している。
- 過去に4回ほどコンビを変えており、村本大輔（ウーマンラッシュアワー）とコンビを組んでいたこともある。
- 芸名は怪盗紳士ルパンに由来。
- baseよしもと→5upよしもとに出演していたが、2013年2月に卒業。
- 2014年5月、宮本昌彦（元かりんとう）とのコンビ「ジャムファミリア」を結成[1][2]。2016年8月27日に解散[3][4]。2021年1月には大阪NSC39期生の野西陽一と「味園」結成するが[5]、3月に解散するなど、コンビが長続きしない。
- M-1グランプリ2019では「ジェントルメン」として2回戦進出[6]、「サイトウフクダ」として3回戦進出[7]、M-1グランプリ2020では「スプリーム」として2回戦進出[8]。
- 小説を書いており、群像新人文学賞、すばる文学賞、文學界新人賞の最終候補に残ったことがある[9]。

## 芸風
- 日本の英語教育、日本人のよく言う事
- ゆるい日本語にイチャモンをつける芸。
- 女装コントが多い。
- 引き芸である。
- 芸風自体はピンのときと変わらないがツッコミ加わった分の笑いの量が多くなっている。
- コントの中ではダジャレが多く含まれる。

## 出演
- オールザッツ漫才2008（毎日放送）
- エンタの神様（日本テレビ）- キャッチコピー「言いがかりのG（ジェントル）マン」、不定期出演
- オンバト+（NHK総合）戦績1勝1敗 最高417KB
- 真夜中パンチィ（毎日放送、2011年5月6日 - 5月20日） - 金曜レギュラー
- 祇園花月（よしもとクリエイティブエージェンシー） - ランダム出番